# ليفكاذا (مقاطعة)
لقاطة أو لِفكاذة أو ليفكاذا إحدى مقاطعات اليونان أكبر مدنها عاصمة الاٍقليم مدينة ليفكاذا.